# Co Breman
Ahazueros Jacobus Breman, cunoscut sub numele de Co, (n. 7 decembrie 1865, Zwolle, Țările de Jos – d. 18 noiembrie 1938, Laren, Olanda de Nord, Țările de Jos) a fost un pictor neerlandez. S-a specializat în peisaje, ferme și scene interioare, cu personaje, și a fost unul dintre primii pictori pointiliști din Țările de Jos.

## Biografie
Tatăl său, Willem Fredrik Breman (1829-1875), a deținut un magazin de tâmplărie și fierărie. A avut cinci frați, inclusiv pe Evert Breman⁠(d), un arhitect binecunoscut. După moartea tatălui său, el a fost plasat cu tutori care i-au încurajat înclinațiile artistice. Primele sale lecții formale au fost la o școală de artă locală condusă de Jan Derk Huibers⁠(d), care a lucrat în stiluri tradiționale. În 1889, a plecat la Bruxelles, unde a găsit de lucru în pictură decorativă în timp ce studia la Academie Royal des Beaux Arts⁠(d). În 1893, a petrecut ceva timp la Paris.
Apoi a mers la Amsterdam, unde s-a alăturat Breslei Sfântului Luca și Arti et Amicitiae⁠(d). În 1897, pe baza recomandărilor asociaților săi, s-a stabilit la Gooi⁠(d). Apoi, el și câțiva prieteni au deschis studiouri într-o veche berărie din Blaricum; devenind bine cunoscuți la nivel local pentru stilul lor de viață boem. Doi ani mai târziu, au avut suficient de mult succes încât să-și cumpere o casă, unde comportamentul lor a devenit și mai dezgustător. Erau, de asemenea, vizitatori obișnuiți al unui fost bar deținut de Jan Hamdorff, hotelier, consilier și, cel mai important, negustor de artă, care și-a deschis o galerie acolo în 1913.
A fost secretarul unui club de pictori local numit „De Tien” (Cei zece), care prezenta expoziții regulate. Și-a prezentat lucrările și la Madrid, Berlin, Londra, San Francisco și Glasgow.
Din 1913, el și soția sa, artista Lizzy Schouten⁠(d) au locuit în Laren, unde au avut o fiică. Din 1921 până la moartea sa, a fost președinte al „Kunstenaarsvereniging Laren-Blaricum” (Societatea Artiștilor). O stradă din Laren poartă numele lui. Cele mai multe dintre lucrările sale importante pot fi văzute la Muzeul Frans Hals, Muzeul din Dordrecht și la Muzeul Cântărețului.

## Picturi (selecție)

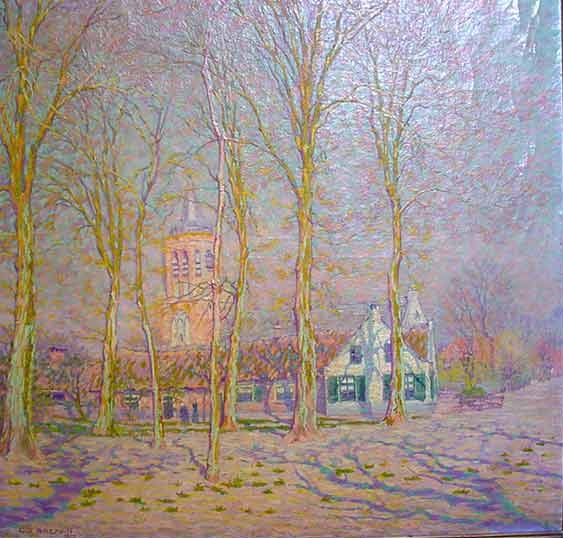
The Reformed Church⁠(d) in Laren
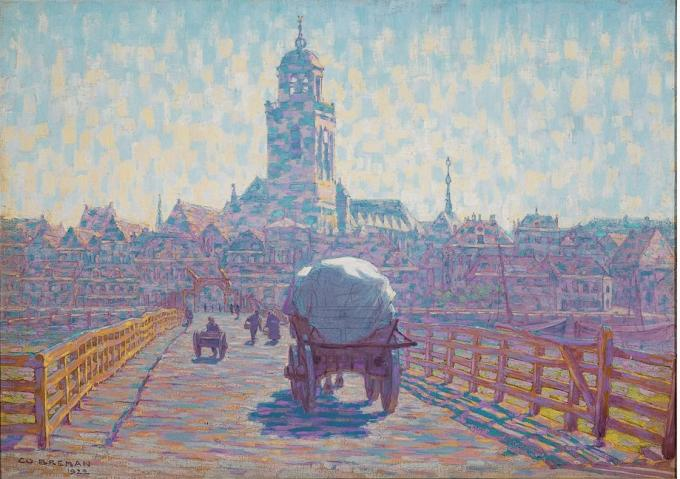
View of Deventer
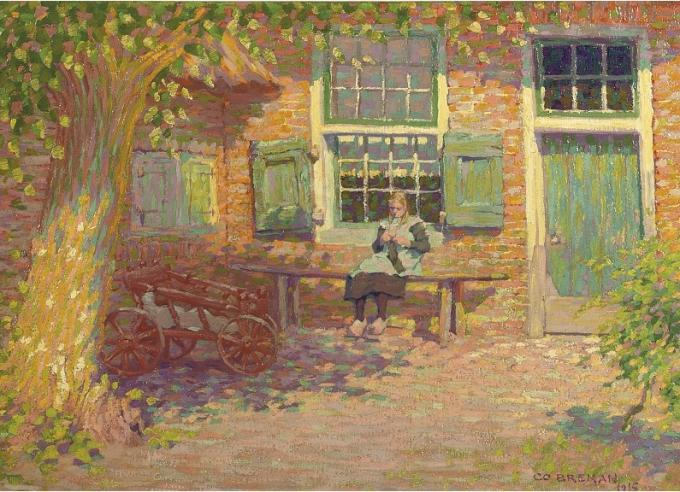
Woman at a Farm in Gooi
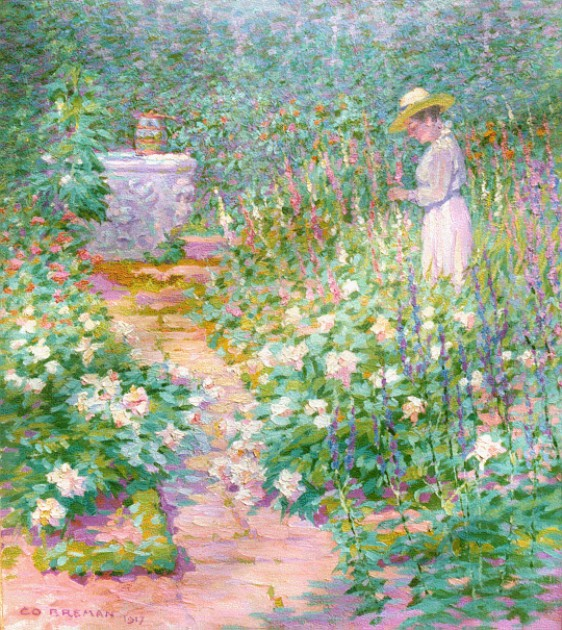
In the Garden